# حارة السباعي (صنعاء)
السباعي هي إحدى حارات حي سدس الروض بمدينة الروضة شمال العاصمة اليمنية "صنعاء"، بلغ تعداد سكانها 1219 نسمة حسب تعداد اليمن لعام 2004.